# Krzysztof Szramiak
Krzysztof Szramiak (* 9. Juli 1984 in Opole) ist ein polnischer Gewichtheber. Er wurde 2010 Vize-Europameister im Mittelgewicht.

## Werdegang
Krzysztof Szramiak begann in frühester Jugendzeit in seiner Heimatstadt Opole (Oppeln) mit dem Gewichtheben. Das Mitglied des Sportclubs KS Budowlani Opole wurde dabei von verschiedenen Trainern gefördert und konnte bereits im Juniorenbereich einige internationale Erfolge erzielen. So wurde er im Jahre 2000 in Košice Junioren-Europameister (U 16) in der Gewichtsklasse bis 70 kg Körpergewicht mit einer Zweikampfleistung von 275 kg (120–155). Bei der Junioren-Europameisterschaft 2002 in Nuovo/Italien belegte er im Mittelgewicht den 5. Platz. Bei der Junioren-Weltmeisterschaft 2004 in Minsk und bei der Junioren-Europameisterschaft 2004 in Burgas wurde er im letzten Jahr seiner Juniorenzeit im Mittelgewicht Vize-Weltmeister und Vize-Europameister im Zweikampf mit jeweils 335 kg.
Auch bei den Senioren konnte sich Krzysztof Szramiak bei einigen internationalen Meisterschaften im Vorderfeld platzieren, musste aber auch einige Enttäuschungen hinnehmen, weil er bei wichtigen Wettkämpfen im Stoßen keine Leistung zustande brachte. Dies passierte ihm u. a. auch ausgerechnet bei den Olympischen Spielen 2004 in Athen, wo er nach guten 160 kg im Reißen im Stoßen dreimal an 182,5 kg scheiterte.
Die besten Platzierungen, die er bei internationalen Meisterschaften erreichte, waren ein 5.
Platz bei der Europameisterschaft 2004 in Kiew mit 342,5 kg (157,5–185), ein 4. Platz bei der Europameisterschaft 2005 in Sofia mit 340 kg (157,5–182,5), hier gewann er im Reißen mit 157,5 kg die EM-Bronzemedaille, ein 4. Platz bei der Europameisterschaft 2006 in Władysławowo mit 350 kg (158–192), dabei gewann er im Reißen mit 158 kg wieder eine EM-Bronzemedaille und ein 5. Platz bei der Europameisterschaft 2007 in Straßburg mit 347 kg (157–190).
Im Jahre 2008 konnte sich Krzysztof Szramiak wieder für die Teilnahme an den Olympischen Spielen qualifizieren. In Peking erreichte er im Mittelgewicht im Zweikampf 352 kg (161–191) und belegte damit den 8. Platz. Nach den Olympischen Spielen musste er sich an der Schulter operieren lassen und konnte deshalb erst sehr spät mit dem Training für die Weltmeisterschaft 2009 in Goyang anfangen. Er brachte deshalb dort nicht ganz seine gewohnte Leistung und musste sich mit 335 kg (155–180) im Zweikampf mit dem 14. Platz begnügen.
Bei der Europameisterschaft 2010 in Minsk konnte Krzysztof Szramiak dann den größten Erfolg seiner Laufbahn erzielen. Er wurde dort mit 351 kg (160–191) im Zweikampf in allen drei Teildisziplinen Vizeeuropameister.
Krzysztof Szramiak wurde vom Internationalen Gewichtheber-Verband (IWF) vom 24. April 2012 bis 24. Mai 2014 wegen Dopings gesperrt.

## Internationale Erfolge
| Jahr | Platz | Wettbewerb                   | Gewichtsklasse | Ergebnis |
| 1999 | 4.    | Junioren-EM in Lignano       | bis 64 kg KG   | mit 230 kg (100–130); Sieger: Arkadi Barseghjan, Armenien, 257,5 kg                                                                                                  |
| 2000 | 1.    | Junioren-EM in Košice        | bis 70 kg KG   | mit 275 kg (120–155) vor Slaw Slawow, Bulgarien, 272,5 kg |
| 2002 | 8.    | Junioren-WM in Havířov       | Mittel         | mit 310 kg (140–170); Sieger: Juri Lawrentschuk, Ukraine, 350 kg (165–185) vor Iraklis Psomiadis, Griechenland, 340 kg (152,5–187,5)                                 |
| 2002 | 5.    | Junioren-EM in Nuovo/Italien | Mittel         | mit 317,5 kg (142,5–175); Sieger: Iraklis Psomiadis, 340 kg vor Dominik Dyderski, Polen, 335 kg                                                                      |
| 2003 | unpl. | Junioren-WM in Hermosilo     | Mittel         | nach 147,5 kg im Reißen drei Fehlversuche im Stoßen; Sieger: Taner Sagir, Türkei, 355 kg (160–195) vor Lu Changliang, China, 337,5 kg (152,5–185)                    |
| 2003 | 9.    | Junioren-EM in Valencia      | Mittel         | mit 315 kg (145–170); Sieger: Taner Sagir, 365 kg (165–200) vor Nezir Sagir, Türkei, 332,5 kg (145–187,5)                                                            |
| 2004 | 5.    | EM in Kiew                   | Mittel         | mit 342,5 kg (157,5–185); Sieger: Taner Sagir, 367,5 kg (167,5–200) vor Mehmet Yılmaz, Türkei, 360 kg (162,5–197,5)                                                  |
| 2004 | 2.    | Junioren-WM in Minsk         | Mittel         | mit 335 kg (152,5–182,5); hinter Lu Changliang, 345 kg (157,5–187,5), vor Wassili Polownikow, Russland, 327,5 kg (147,5–180)                                         |
| 2004 | unpl. | OS in Athen                  | Mittel         | nach 160 kg im Reißen drei Fehlversuche im Stoßen; Sieger: Taner Sagir mit 375 kg (172,5–202,5) vor Sergei Filimonow, Kasachstan, 372,5 kg (172,5–200)               |
| 2004 | 2.    | Junioren-EM in Burgas        | Mittel         | mit 335 kg (155–180), hinter Iwan Stoizow, Bulgarien, 337,5 kg (150–187,5)                                                                                           |
| 2005 | 4.    | EM in Sofia                  | Mittel         | mit 340 kg (157,5–182,5), hinter Taner Sagir, 360 kg (167,5–192,5), Sebastian Dogariu, Rumänien, 347,5 kg (160–187,5) u. Iwan Stoizow, 345 kg (155–190)              |
| 2005 | unpl. | WM in Doha                   | Mittel         | nach 158 kg im Reißen drei Fehlversuche im Stoßen; Sieger: Li Hongli, China, 361 kg (165–196) vor Sebastian Dogariu, 353 kg (163–190)                                |
| 2006 | 4.    | EM in Władysławowo           | Mittel         | mit 350 kg (158–192), hinter Geworg Dawtjan, Armenien, 360 kg (165–195), Wladislaw Lukanin, Russland, 352 kg (152–200) u. Georgi Markow, Bulgarien, 351 kg (159–192) |
| 2006 | 9.    | WM in Santo Domingo          | Mittel         | mit 338 kg (150–188), Sieger: Taner Sagir, 361 kg (166–195) vor Li Hongli, 359 kg (167–192)                                                                          |
| 2007 | 5.    | EM in Straßburg              | Mittel         | mit 347 kg (157–190), Sieger: Geworg Dawtjan, 363 kg (166–197) vor Ara Chatschatrjan, Armenien, 361 kg (165–196)                                                     |
| 2007 | 7.    | WM in Chiangmai/Thailand     | Mittel         | mit 348 kg (157–181); Sieger: Iwan Stoizow, Bulgarien, 363 kg (158–205) vor Geworg Dawtjan, 362 kg (164–198)                                                         |
| 2008 | 8.    | OS in Peking                 | Mittel         | mit 352 kg (161–191); Sieger: Sa Jae-Hyouk, Südkorea, 366 kg (163–203) vor Li Hongli, 366 kg (168–198)                                                               |
| 2009 | 14.   | WM in Goyang                 | Mittel         | mit 335 kg (155–180); Sieger: Lu Xiaojun, China, 378 kg (174–204) vor Tigran Geworg Martirosjan, Armenien, 370 kg (170–200)                                          |
| 2010 | 2.    | EM in Minsk                  | Mittel         | mit 351 kg (160–191) hinter Tigran Geworg Martirosjan, 360 kg (165–195), vor Erkand Qerimaj, Albanien, 344 kg (154–190)                                              |

## EM-Einzelmedaillen
- EM-Silbermedaille: 2010/Stoßen – 2010/Reißen
- EM-Bronzemedaillen: 2005/Reißen – 2006/Reißen